# 四甲基铅
四甲基铅（英語：Tetramethyllead），又称四甲铅或四甲基化铅，是用作汽油抗爆剂的化合物。  出于环境考虑，正在逐步淘汰其使用。 
美国国家职业安全卫生研究所（NIOSH）已将四甲基铅确定为潜在的工作场所危害。 在10小时的工作日中，建议的四甲基铅的平均暴露极限为0.075毫克每立方米； 美国职业安全与健康管理局（OSHA）的允许接触限值则是假设工作日为8小时的相同值。
暴露于四甲基铅会影响中枢神经系统，肾脏 和心血管系统。 通过吸入，眼睛接触，从皮肤吸收和摄入该物质都可以吸收四甲基铅。 暴露于四甲基铅的症状包括失眠，昏迷，癫痫发作，狂躁，谵妄，食欲不振， 恶心，低血压，焦虑，厌烦和噩梦。 暴露于四甲基铅的急救措施包括人工呼吸，立即洗眼和立即用水冲洗。 如果摄入四甲基铅，应立即就医。 